# Stictophaula omissa
Stictophaula omissa är en insektsart som beskrevs av Andrej Vasiljevitj Gorochov 2003. Stictophaula omissa ingår i släktet Stictophaula och familjen vårtbitare. Inga underarter finns listade i Catalogue of Life.